# Чмелёва, Елена Викторовна
Елена Викторовна Чмелёва (1959—2020) — советский и российский педагог, доктор педагогических наук, профессор Смоленского государственного университета.

## Биография
Елена Викторовна Чмелёва родилась 7 мая 1959 года. После окончания средней школы поступила на физико-математический факультет Смоленского государственного педагогического института. Окончив его в 1980 году, по распределению работала учителем математики в средней общеобразовательной школе. В 1987 году окончила аспирантуру кафедры общей педагогики Московского государственного педагогического института имени В. И. Ленина, после чего начала работать на кафедре педагогики Смоленского государственного педагогического института. Была старшим преподавателем кафедры педагогики, доцентом кафедры дошкольного воспитания. В 1992—1994 годах заведовала кафедрой дошкольного воспитания. С 1994 года работала деканом факультета дошкольного воспитания, а после его реорганизации — психолого-педагогического факультета. С 2014 года занимала должность профессора кафедры педагогики. Одновременно с преподавательской работой в Смоленском государственном университете преподавала в Смоленской православной духовной семинарии.
В общей сложности Чмелёва опубликовала более 160 научных работ. В 1988 году защитила диссертацию на соискание учёной степени кандидата педагогических наук по теме: «Воспитание ответственности у старшеклассников в процессе общественно-политической деятельности». В 2011 году защитила докторскую диссертацию. Основная тема исследований — история дошкольной педагогики.
Умерла 31 мая 2020 года, похоронена на Одинцовском кладбище Смоленска.

## Награды
- Заслуженный работник высшей школы Российской Федерации (12 июля 2012 года);
- Почётный работник высшего профессионального образования Российской Федерации (2001).